# Chokoloskee
Chokoloskee – jednostka osadnicza w Stanach Zjednoczonych, w stanie Floryda, w hrabstwie Collier.